# Vocalisatie (schrift)

Genesis 1:9: God zei: ‘Het water onder de hemel moet naar één plaats stromen.’
Letters
Vocalisatie
cantillatie (zangaanwijzingen)

Onder vocalisatie of vocalisering wordt verstaan het toevoegen van diakritische vocaaltekens in consonantenschrift.
De schriftsystemen van de semitische talen bevatten oorspronkelijk alleen tekens voor de consonanten. Door variatie van de erbij uitgesproken klinkers werden andere, verwante woorden gevormd. Om de teksten beter leesbaar te maken, werden vanaf de middeleeuwen punten en streepjes boven of onder – en soms naast – de medeklinkertekens geplaatst om de uit te spreken klinkers aan te geven.

## Hebreeuws schrift
Het Hebreeuwse alfabet bevatte alleen tekens voor medeklinkers. De Masoreten hebben bij hun werk voor het vastleggen van de teksten van de Thora klinkertekens ingevoegd.
Aanvankelijk werden in bepaalde gevallen de tekens alef (א) voor de a-klank, de vav (ו) voor de klanken o en oe en de jud (י) voor de klanken e, è en i tussengevoegd. Deze worden wel leesmoeders (Latijn: matres lectionis) genoemd. Dit gebruik was echter onregelmatig. Daarom zijn de consonanten later met een systeem van punten en streepjes (nikoed genaamd) uitgebreid. Deze punten en streepjes werden deels onder de consonanten (infralineair), deels erboven (supralineair) geplaatst. Daarnaast werden er soms tekens in de consonanten geplaatst om een uitspraakvariant van de medeklinker zelf aan te geven (bijvoorbeeld פ = f, פּ = p).
Wel bestonden er meningsverschillen over de keus van de juiste in te voegen vocalen, daar het Hebreeuws ten tijde van de vocalisatie door de Masoreten zich reeds enkele eeuwen had doorontwikkeld terwijl de consonantteksten van de Thora allang bestonden.
Het moderne Hebreeuws (ook wel Ivriet genoemd) wordt normaliter ongevocaliseerd geschreven. Vooral voor poëzie, religieuze teksten en kinderboeken wordt de tekst vaak gevocaliseerd.

## Arabisch schrift
Ook het Arabische alfabet bevatte eerst alleen consonanttekens, waarvan er sommige meerdere betekenissen konden hebben, waardoor het lezen en interpreteren van oude teksten vaak moeilijk was. Later zijn er letters toegevoegd, veelal door het toevoegen van een puntje of streepje (zie Geschiedenis van het Arabisch).
Aanvankelijk werden de halfconsonanten alif (voor a), waw (voor oe) en ya (voor i) als tekens voor de lange vocalen toegevoegd om de oorspronkelijke consonantische uitspraak (', w, j) aan te duiden. Later werden ook de korte vocalen met rode punten aangegeven: een punt erboven = a, een punt eronder = i, een punt op de regel = oe. Dit was echter een lastig te gebruiken systeem dat vaak aanleiding gaf tot verwarring. Daarom werd ongeveer een eeuw later het huidige systeem ingevoerd (zie Arabisch alfabet).

## Andere talen
Ook enkele andere talen kennen een soort vocalisatie, zoals het Chinees en het Japans.